# Carl Jacob
 (mars 2009).
Si vous disposez d'ouvrages ou d'articles de référence ou si vous connaissez des sites web de qualité traitant du thème abordé ici, merci de compléter l'article en donnant les références utiles à sa vérifiabilité et en les liant à la section « Notes et références ».
Pour les articles homonymes, voir Jacob (homonymie).
Carl Jacob, né en 1947 en Flandre (Belgique), est un artiste peintre flamand. Il est principalement connu pour ses peintures réunissant le surréalisme, le réalisme, l’abstrait et il est classé comme l’un des plus forts coloristes de la Provence.

## Biographie
Carl Jacob est né en Flandre (Belgique) en 1947. Il peint depuis son plus jeune âge. Malgré quelques années passées à l’«Académie des Beaux Arts» d’Anvers, il s’estime autodidacte et considère son approche de la peinture comme une évolution spontanée. En Flandre, il était connu en tant qu’anarchiste modéré. 
Il décide en 2000 de s’établir à Callian, en Provence (Sud de la France), où déjà toute sa vie, il fut attiré par les couleurs et la lumière. Ses œuvres débordent d’une part de romantisme provençal tout en reflétant cette violente rigueur du fait de ses compositions riches en couleurs. La nature peut prendre une place importante dans ses œuvres. Souvent il puise son inspiration dans la luminosité du soleil levant et du soleil couchant ; ce qui donne à ses œuvres un petit côté mystique. Jacob est actuellement classé comme l’un des plus forts coloristes de la Provence. Sa technique est très expressive. Il abandonne sciemment toute philosophie et donne une place prépondérante à la lumière, au vin, aux couleurs et tout particulièrement à la chaleur qui est propre au Sud.

## Œuvres

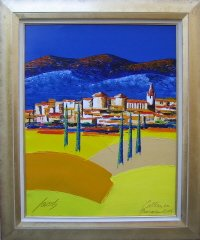
Callian en Provence
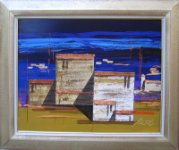
De vieux Cabanons
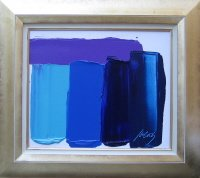
Réfléchis pas trop...
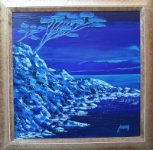
Le soir Côté Méditerranéenne
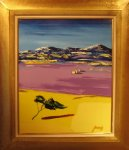
Représentation de Bargème
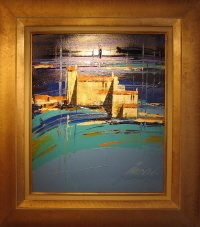
Cabanons à la Mer
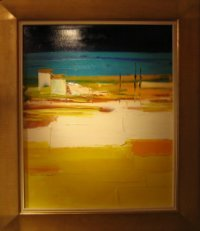
La Sieste sur la Plage
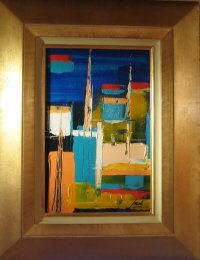
Une Nuit à Saint-Tropez